# Satoru Iwata
Satoru Iwata (jap. 岩田 聡 Iwata Satoru; ur. 6 grudnia 1959 w Sapporo, zm. 11 lipca 2015 w Kioto) – japoński przedsiębiorca; prezes i dyrektor generalny firmy Nintendo. W 2002 roku zastąpił pełniącego wiele lat tę funkcję Hiroshiego Yamauchi. Iwata był w głównej mierze odpowiedzialny za strategię Nintendo tuż przed i w czasie premiery konsoli GameCube. Pozwoliło to wygenerować przedsiębiorstwu 41-procentowy wzrost sprzedaży na koniec 2002 roku.
W 2014 roku przeszedł operację usunięcia guza dróg żółciowych. 11 lipca 2015 zmarł z powodu komplikacji spowodowanych przez nowotwór. Jego pogrzeb odbył się 17 lipca 2015.